# 摩根马
摩根马（Morgan horse）是美国最早培育的马种之一。该马种可追溯到其基础祖先Figure，后来被以其最著名的主人贾斯汀·摩根的名字命名。摩根马在19世纪的美国历史上扮演了很多角色——被用作马车和轻架车赛，也被用作一般骑乘马。在南北战争中，冲突双方都曾使用摩根马作骑兵马。摩根马影响了其它主要的美国品种，包括美洲奎特马、田纳西步行马和标准马。在19世纪和20世纪，它们被出口到其它国家，包括英格兰。在英格兰，一匹摩根种马还影响了哈克尼马的育种。1907年，美国农业部在米德尔堡 (佛蒙特州)附近建立了美国摩根马场，目的是永续和改良摩根马品种；该马场后来被转移到佛蒙特大学。第一个品种注册机构成立于1909年，此后在美国、欧洲和大洋洲建立了许多组织。2005年，全世界估计有超过17.5万匹摩根马。 
摩根马是一种紧凑、精致的品种，通常为枣色、黑色或栗色，但毛色也多种多样，包括白斑色的几种变体。该品种同时在英式骑马和西部骑马中使用，以其多功能性而著称。摩根马是佛蒙特州的州动物、马萨诸塞州的州马和罗得岛州的州哺乳动物。玛格丽特·亨利和艾伦·费尔德等受欢迎的儿童作家都在她们的书中描述过这一品种；亨利的《贾斯汀·摩根有匹马》（Justin Morgan Had a Horse）后来还被拍成了一部迪斯尼电影。

## 品种特征

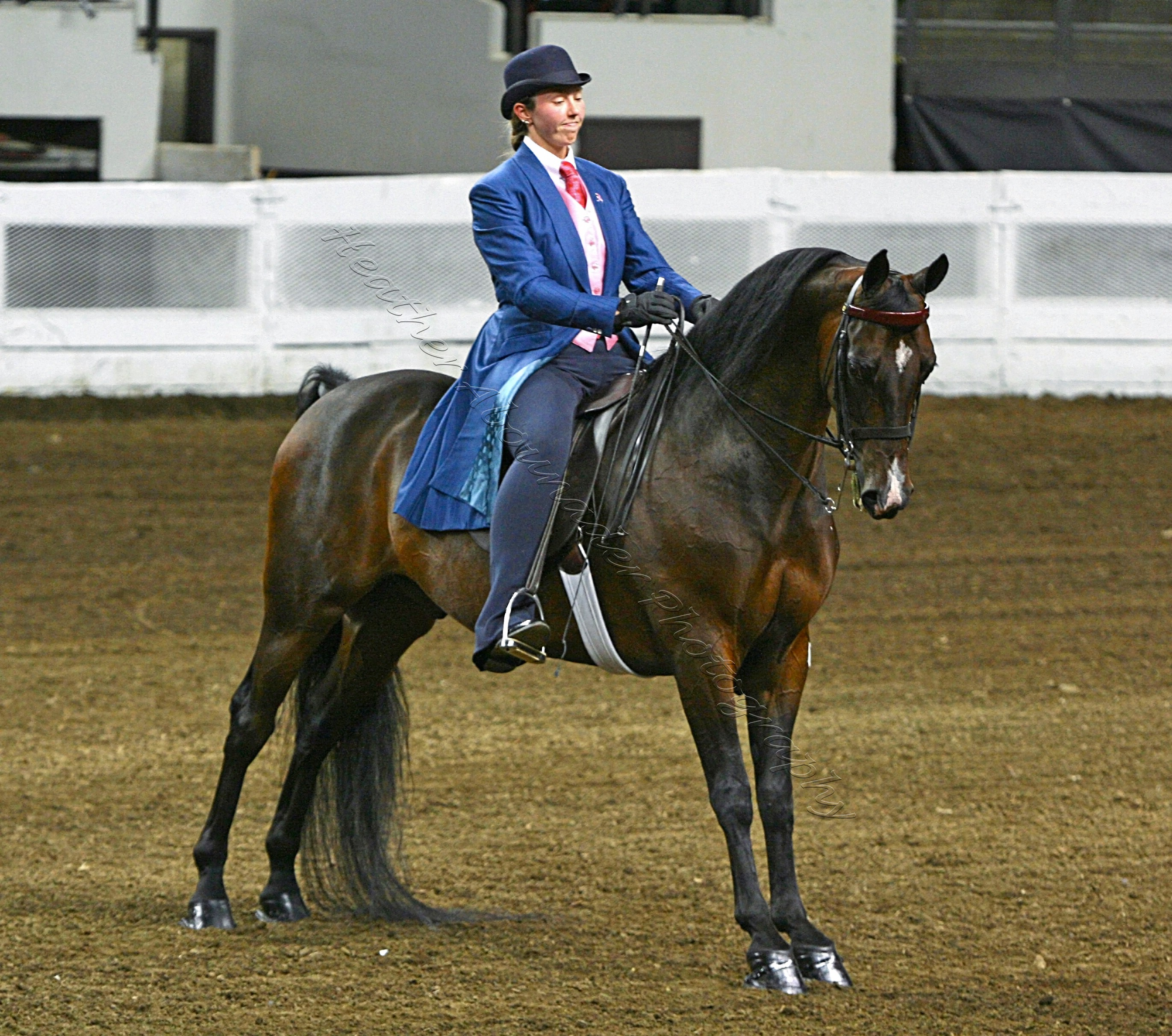
一匹摩根马在参加马术比赛

摩根马有一个正式的品种标准，而不论个别马匹的骑马方式或血统如何。摩根马紧凑而精致，腿部结实；头部富有表现力，轮廓笔直或略微凸起，额头较宽；眼睛大而突出；马肩隆分明，肩部宽松；颈部直立呈拱形。马的背部较短，后躯肌肉发达，臀部长且肌肉发达。尾巴位置较高，并且优雅而笔直地扬起。摩根马看起来是一种强有力的马，并且该品种被视为好养活。该品种的身高范围标准为14.1至15.2手距（57至62英寸；145至157），有些个体会超出这个范围。
马的步态，尤其是小跑的步态，“热烈、有弹性、方正而自制”，用前后腿保持平衡。少数摩根马会缓驰步态，也就是说，它们可以跑出一种与小跑不同的中速步态。美国马术联合会指出：“摩根马以其毅力和朝气，个性和热忱，以及强大的自然运动方式而与众不同。”该品种以机智、勇气和良好的性格而闻名。登记的摩根马有多种颜色，尽管最常见的是枣色、黑色和栗色。较不常见的颜色包括灰色、沙色、暗褐色、银斑色和乳白色，如金黄色、鹿皮棕色、cremello和perlino。此外，还可以识别三种白斑色图案：白班色、有边卵形白斑和飞溅白斑。没有发现摩根马有红皮白斑图案。
摩根马品种中已经发现了一种遗传疾病，就是1型马多糖贮积性肌病，一种常染色体显性肌肉疾病，主要存在于牧马和挽马品种中，它是由GYS1基因的错义突变引起的。有十几个品种被发现存在该病的等位基因，而摩根马就是其中之一。不过，与牧马和挽马品种相比，摩根马的发病率显得很低。在一项研究的随机测试中，只有不到百分之一的摩根马携带了该病的等位基因，这在该项研究中是百分比最低的品种之一。
摩根马中发现的两个毛色基因也与遗传疾病有关。一种是遗传性眼部综合症多发性先天性眼部异常（multiple congenital ocular anomalies，简称MCOA），最初称为马前节发育不全（ASD）。MCOA的特征是某些眼组织发育异常，这会导致视力下降，尽管通常程度较轻；该病是不会发展的。遗传学研究表明，它与银斑基因密切相关。少数摩根马携带银斑等位基因，它会引起囊肿；如果是杂合子，就不会引起明显的视力问题，但如果是纯合子，则会引起视力问题。同时还存在致命性白斑综合症的可能性，这是一种致命疾病，出现在有边卵形白斑基因的纯合子马驹身上。目前，在摩根马品种中，有一个母马品系产出了健康的杂合子有边卵形白斑个体。美国摩根马协会（American Morgan Horse Association）提倡进行基因测试，以确定这些基因的携带者，并建议马主避免在杂合子有边卵形白斑的马之间配种。

## 品种历史

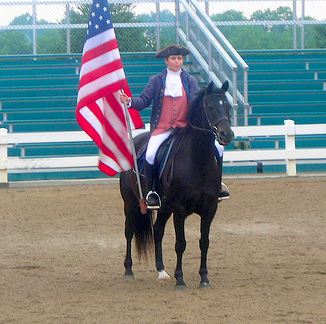
一匹摩根马带着身穿殖民地服装的骑手，在肯塔基马匹公园里。其装扮在模仿贾斯汀·摩根和Figure。

### 贾斯汀·摩根
所有的摩根马都能追溯到一个共同的祖先，这是一匹种公马，名为Figure，于1789年出生在西斯普林菲尔德 (马萨诸塞州)。1792年，他被作为债务，偿还给了一个名叫贾斯汀·摩根的人。后来，该马被以该主人的名字称呼，而“贾斯汀·摩根马”也演变成为该品种的名字。Figure被认为站立高度约14手距（56英寸；142），重约1,000英磅（450）。它以才能出众而闻名，它具有与众不同的外观、体型、性情和运动能力。人们并未摸清它确切的谱系图，尽管人们为此付出了巨大的努力。一位历史学家指出，它的父亲也许是一匹名为美丽港湾（Beautiful Bay）的纯种马，关于这个可能性的著作将能“写出41部侦探小说，并能申请‘说谎者俱乐部’（Liars' Club）的会员资格。”1821年，Figure被另一匹马踢到，之后伤重不治。他被安葬在通布里奇 (佛蒙特州)。
尽管Figure被广泛用作种马，但它只有六个儿子有据可查，其中三匹成为了摩根马品种有名的基础血库。伍德伯里（Woodbury）是一匹栗色马，身高14.3手距（59英寸；150），在新英格兰处于血统的位置上多年。芦苇（Bulrush）是一匹暗枣色马，与Figure的身高相同，以其在轻驾车赛马上的耐力和速度而著称。最著名的是谢尔曼（Sherman），它是另一匹栗色种公马，比Figure略矮。Figure的儿子黑鹰生于1833年，后来成为标准马、美国鞍马和田纳西走马等品种的基础种马，并以其在轻驾车赛上的不败战绩而闻名。黑鹰的儿子伊桑·艾伦于1849年出生，是摩根马品种历史上的另一匹重要的血统基础马，并以其在小跑比赛中的速度而闻名。

### 品种开发

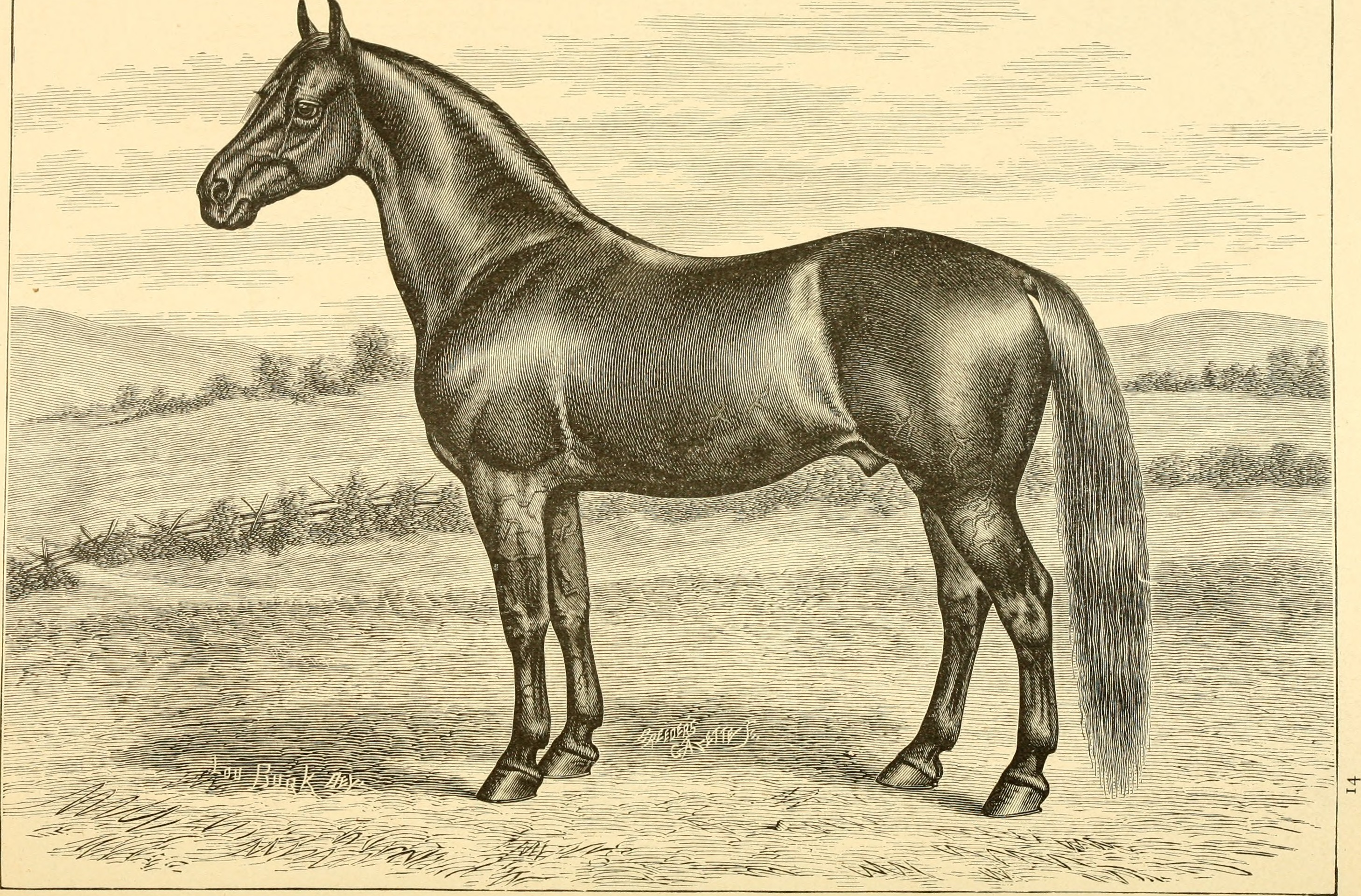
摩根马，1887年

在19世纪，摩根马被认为具有实用的能力。由于该马种拉车的速度和耐力，它们被广泛用于轻驾车赛和厢式马车拉力赛。它们还被用于放牧、日常骑马和拉轻型车等工作。加利福尼亚淘金潮（1848–1855）中的矿工也使用该品种，军队在南北战争期间及之后也使用该品种来骑乘和拉车。
1860年代，摩根小跑种马谢菲尔德·F·纳普（Shepherd F. Knapp）被出口到英格兰，它的小跑能力影响了哈克尼马的育种。在此期间，可能有大量的摩根母马被带到西部，并融入德州马群，这影响了美洲奎特马的开发。摩根马也是密苏里狐步马的祖先。然而到了1870年代，长腿马开始流行，摩根马被与其它品种的马杂交。这导致原始类型的摩根马几乎消失了，尽管在偏远地区仍保留了一些。
丹尼尔·奇普曼·林斯利是佛蒙特州米德尔堡的本地人，他于1857年编辑出版了一本摩根马配种种马的书。约瑟夫·巴特尔上校也是米德尔堡本地人，他于1894年出版了摩根马名录（Morgan Horse Register）的第一卷，标志着品种注册正式开始。1907年，美国农业部在佛蒙特州韦布里奇（Weybridge）巴特尔捐赠的土地上建立了美国摩根马场，目的是永续和改良摩根马品种。繁殖计划旨在生产出健康、强壮、举止良好的马，无论用于鞍具还是挽具都能表现出色。1951年，摩根马场被从农业部转交给佛蒙特农学院（Vermont Agricultural College，现为佛蒙特大学）。

### 军事用途
在南北战争中，作战双方都曾用摩根马作为骑兵的坐骑。源于摩根马的包括谢里登的温彻斯特（Winchester），又称为黎恩济，它是黑鹰的后裔。石墙杰克逊的“小栗毛”（Little Sorrel）曾被交替地描述为摩根马或美国鞍马，一个受摩根马影响很大的品种。尽管摩根马发烧友表示，小大角战役之后卡斯特团唯一幸存的马科曼奇，要么是摩根马，要么是野马和摩根马的混血，但美国陆军和其它早期来源的记录都不支持这一说法。大多数说法都指出，科曼奇要么是“野马血统”，要么是“美洲”与“西班牙”混血。堪萨斯大学自然历史博物馆里陈列着科曼奇的毛绒玩具，但没有对其品种做出任何说明。所有来源都认为，科曼奇起源于俄克拉荷马州或德克萨斯州地区，这使得它拥有野马血统的可能性更大。

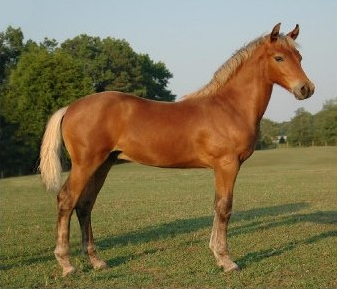
表现典型品种特征的年轻摩根马

### 品系
今天，摩根马的品种中有四个主要血统品系，分别为布鲁克（Brunk）、政府（Government）、利皮特（Lippitt）和西部劳作（Western Working）品系。也有一些较小的品系。布鲁克品系因其健壮和运动能力而著称，可追溯到约瑟夫·布鲁克（Joseph Brunk）的伊利诺伊育种计划。利皮特品系可以追溯到罗伯特·利皮特·奈特（Robert Lippitt Knight）的育种项目。罗伯特·利皮特·奈特是实业家罗伯特·奈特的孙子，也是独立战争军官、利皮特工厂创始人克里斯托弗·利皮特的曾曾外孙。罗伯特·利皮特·奈特专注于伊桑·艾伦二世（Ethan Allen II）后代马匹的保存育种，该品系被认为是这四个品系中“最纯正的”。多数品系可以追溯到Figure，并且在20世纪或21世纪没有与其它品种杂交。政府品系是最大的品系，可以追溯到1905年至1951年间由美国摩根马场饲养的摩根马。这个品系的基础祖先是盖茨将军（General Gates）。当USDA不再参与时，佛蒙特大学不但购买了马场，而且还购买了众多种畜，并继续该项目至今。西部劳作品系（Working Western Family，简称2WF）没有共同的育种者或祖先，但它们被饲养为牧马和劳作马，其中一些是从政府马场运送到西部的种马繁殖而来的。

## 组织

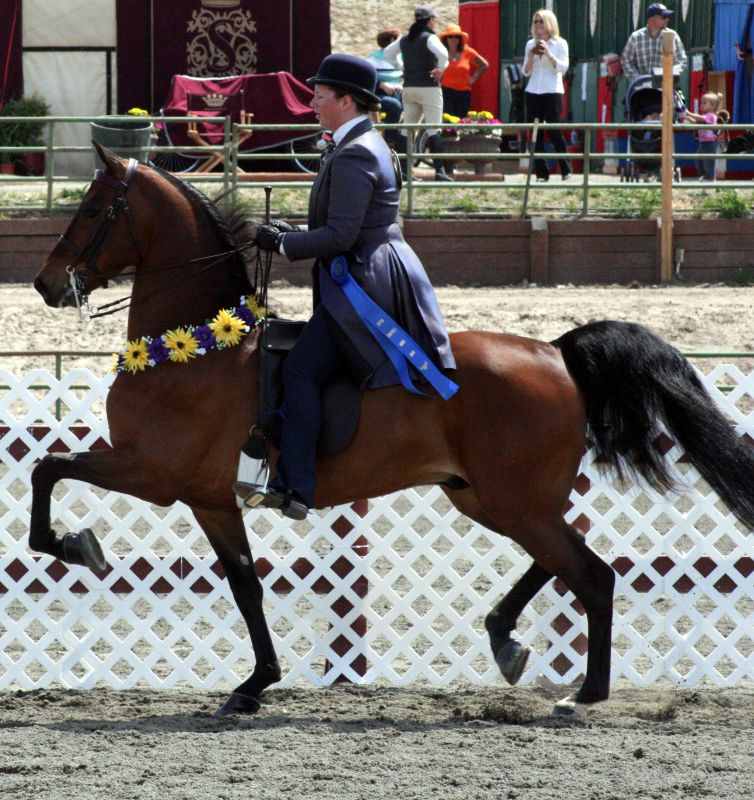
一匹摩根马和骑手在鞍座比赛中

1909年，摩根马俱乐部（Morgan Horse Club）成立，后来更名为美国摩根马协会。在1930和1940年代期间，注册机构成员之间存在争议，即血统簿应该是开放的还是封闭的。这也反映了其它美国品种注册机构的类似争议。这些讨论的结果是，宣布血统簿自1948年1月1日起对外界血统封闭。1985年，美国和加拿大的注册机构签署了关于马匹注册的互惠协议，1990年美国和英国的注册机构之间也达成了类似的协议。截至2012年，在该协会整个历史上已注册了约179,000匹马，每年注册超过3,000匹新马驹。据估计，全世界有175,000至180,000匹摩根马，尽管它们在美国最受欢迎，但在英国、瑞典和其它国家也有。
美国摩根马协会（AMHA）是该品种最大的协会。除了AMHA，1996年还成立了全国摩根矮马注册机构（National Morgan Pony Registry），专门针对14.2手距（58英寸；147）以下的马。也有一些其它组织专注于摩根马品种中特定的血统。其中包括1990年成立的彩虹摩根马协会（Rainbow Morgan Morgan Horse Association），该协会与AMHA合作开发和推广异常颜色的摩根马，例如银斑色和乳白色的摩根马。摩根马协会基金会（Foundation Morgan Horse Association）所登记的马，类似于那些较矮胖的类型，他们出现在十八世纪末十九世纪初，在与美国鞍马杂交变得普遍之前。另外有两个基于会员的组织，它们都致力于维护摩根马的旧时佛蒙特或“利皮特”品系。一个是成立于1973年的利皮特俱乐部（Lippitt Club），另一个是成立于1995年的利皮特摩根马饲养者协会（Lippitt Morgan Breeders Association）。利皮特摩根马注册公司（Lippitt Morgan Horse Registry, Inc.）成立于2011年，它使用利皮特摩根马的血统书来注册并维护一个DNA数据库。除了美国以外，还有多个国家也有摩根马的协会，包括加拿大、澳大利亚、新西兰、英国、瑞典、奥地利和德国。在米德尔堡，有一家专门展示该品种历史的博物馆。

## 用途

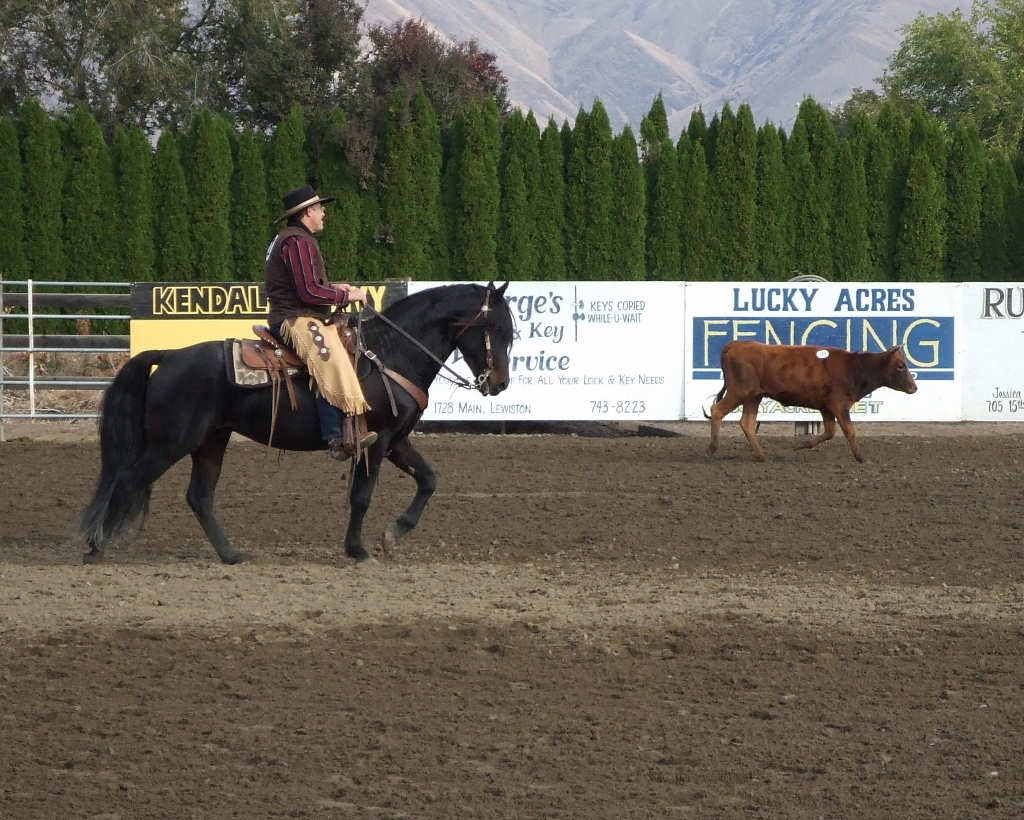
用于西部骑马的摩根马

摩根马品种以其多功能性著称，并被用于众多英格兰骑马和西部骑马赛事。它们已经在许多项目中得以成功展示，包括盛装舞步、场地障碍赛、西部乐趣、分牛群和耐力骑行。它们还被用作牧马、休闲骑行和拉车。它们经常出现在马车比赛中，包括联合驾驶和车厢驾驶。摩根马是代表美国参加世界双马拉车（World Pairs Driving）比赛的第一个美国品种。由于它们柔和的姿态和平稳的动作，它们可以被用作四健会和矮马俱乐部的参与者，以及马术治疗计划的坐骑。
美国有在全境举行的只有摩根马的表演，还有由AMHA举办的“公开比赛”项目，该比赛根据在所有品种的表演中取得成功的比赛来给出分数。第一届年度全国和世界摩根马表演大锦标赛于1973年在底特律举行，并于1975年搬到了俄克拉荷马市现在的家。每年有超过1,000匹马参加比赛。1961年，摩根马被佛蒙特州定为官方州动物，并于1970年被马萨诸塞州定为官方州马。

### 在文学作品和电影中

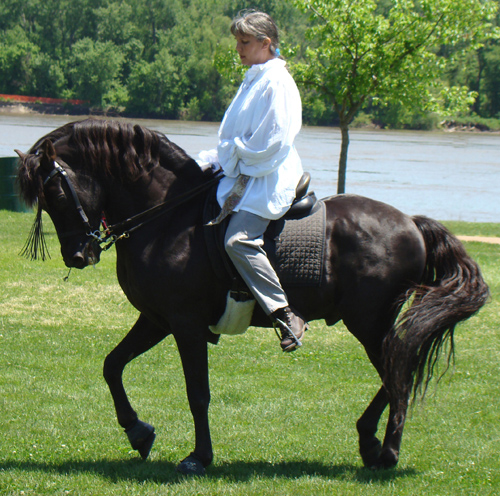
一匹利皮特摩根种马

玛格丽特·亨利的儿童读物《贾斯汀·摩根有匹马》（Justin Morgan Had a Horse）于1945年出版，是一部关于Figure和贾斯汀·摩根的虚构作品。它获得了1946年的纽伯瑞奖。沃尔特·迪士尼影片于1972年根据该书制作了一部电影。该书和该片都受到了批评，因为它们包含了许多历史上的不准确之处，并且为贾斯汀·摩根和Figure创造或保留了一些神话。一位马历史学家说：“这些不应被视为真实的事件，而应被视为娱乐。”
儿童作家艾伦·费尔德也因其“摩根马”系列而闻名。《黑杰克：摩根马的梦想》（Blackjack: Dreaming of a Morgan Horse）于2005年获得了儿童选择奖（Children's Choice Award），而其续集《冰霜：摩根马的历险》（Frosty: The Adventures of a Morgan Horse）获得了2004年的奖。这些奖项是由国际阅读协会和儿童图书理事会颁发的。
罗伯特·弗罗斯特的诗《逃跑》（The Runaway）是以一匹摩根马为主题的。在这首诗中，叙述者观察了“一匹小摩根”马驹，它在冬天被落在了山地牧场上，而且似乎害怕下雪。

## 扩展阅读
- Mellin, Jeanne.  [完全摩根马]. S. Greene Press（维京出版社/企鹅出版社）. 1986. ISBN 0828905908 （英语）.
- Morgan, W. Robert.  [西部摩根马]. 华帝出版社（英语：Vantage Press）. 1987. ISBN 0533071100 （英语）.
- Spencer, Sally.  [摩根马]. J.A. Allen. 1994. ISBN 0851315992 （英语）.